# Ляпунова, Анастасия Сергеевна
Ляпунова Анастасия Сергеевна (27 марта [9 апреля] 1903, Петербург — 1 февраля 1973, Ленинград) — советский музыковед, текстолог и библиограф.

## Биография
Родилась в 1903 году в дворянской семье. Отец — композитор Сергей Михайлович Ляпунов, дед со стороны отца — астроном М. В. Ляпунов; мать — Евгения Платоновна — дочь московского прокурора Платона Александровича Демидова и Ольги Владимировны Даль, дочери писателя, этнографа и лексикографа В. И. Даля.
Вместе со своей сестрой Людмилой училась в Женской классической гимназии С. Н. Фишер в Москве. Потом переехала в Петроград, где училась в 23-й советской трудовой школе, которую окончила в 1923 году.
Под руководством отца с раннего детства училась музыке. В семье царила музыкальная атмосфера, в доме постоянно бывал близкий друг отца А. Ляпуновой — композитор М. А. Балакирев. В 1927 окончила техникум при Ленинградской консерватории по классу фортепиано. Затем поступила на историко-теоретический факультет Ленинградской консерватории, которую закончила в 1931 году с дипломом музыковеда.
В 1931—1933 годах жила в Казани, где преподавала музыкально-теоретические предметы в Татарском техникуме искусств. В 1933 году поступила в аспирантуру в Государственную академию искусствознания (ГАИС), откуда перешла в Ленинградскую консерваторию, в связи с переводом туда музыковедческой секции ГАИС. Окончила аспирантуру в 1938 году.
С 1938 по 1940 годы работала в Ленинградской консерватории заведующей отделом рукописей. После смерти в 1940 году А. Н. Римского-Корсакова А. С. Ляпунова заняла место главного библиотекаря в рукописном отделе Государственной публичной библиотеки имени М. Е. Салтыкова-Щедрина. В этой должности и в должности главного библиографа библиотеки она проработала 23 года до своего выхода на пенсию.
В годы Великой Отечественной войны А. С. Ляпунова сопровождала рукописные материалы в эвакуацию в Мелекесс. В эвакуации занималась вскрытием для проверки ящиков с рукописями, заготовкой дров, несла ночные дежурства. В 1945 году вернулась в Ленинград вместе с реэвакуированными фондами библиотеки. В 1946 году защитила кандидатскую диссертацию по искусствоведению на тему «Творческое наследие М. А. Балакирева». Член Ленинградского отделения Союза композиторов СССР (принята 17 ноября 1961).
В 1963 году вышла на пенсию. 1 февраля 1973 года скончалась после «непродолжительной тяжёлой болезни». До последних дней занималась научной работой; смерть застала её во время интенсивной подготовки к изданию первого и второго томов академического издания литературного наследия М. И. Глинки. Похоронена на Северном кладбище Санкт-Петербурга.

## Научный вклад
Научно-исследовательская деятельность А. С. Ляпуновой была посвящена русской музыке XIX века. Основоположник научной обработки музыкальных рукописей. Именно она унифицировала описания и сформулировала базовые положения, связанные со спецификой этого вида рукописей, составив «Инструкцию по каталогизации нотных рукописей», которая стала стандартом для библиотечного описания рукописных материалов фондов личного происхождения XVIII—XX веков. Ляпуновой были созданы ставшие классическими каталоги рукописей М. И. Глинки и М. А. Балакирева, каталог-справочник сочинений М. И. Глинки 1917-54, а также была составлена опись рукописного наследия А. К. Глазунова. Кроме того, А. С. Ляпуновой впервые была опубликована переписка многих русских композиторов, что позволило заполнить лакуны в музыкознании.

## Награды
- Медаль «За доблестный труд в Великой Отечественной войне 1941—1945»[2].

## Публикации А. С. Ляпуновой
- Рукописи М. И. Глинки: Каталог. — Л., 1950.
- Из заметок В. В. Стасова о М. И. Глинке // М. И. Глинка: Иссл., материалы. — Л.; М., 1950.
- С. М. Ляпунов. // «Советская музыка», № 9, 1950, с. 90-93.
- Михаил Иванович Глинка. Литературное наследие. Т. 1. Автобиография и творческие материалы. — Л.; М., 1952 (текстологическая подготовка).
- Михаил Иванович Глинка. Литературное наследие. Т. 2. Письма и документы. М., 1953 (текстологическая подготовка, комментарии, очерки, указатель).
- Рукописные источники оперы М. И. Глинки «Иван Сусанин» // Сб. 2 / ГПБ. 1954.
- Опись архива М. И. Глинки // Сб. 2 / ГПБ. 1954.
- Рукописное наследие А. К. Глазунова // Сб. 3 / ГПБ. 1955.
- Переписка В. Стасова и С. Ляпунова. // «Советская музыка», № 1, 1957, с. 71-78 (подготовка, публикация, вступительная статья).
- Каталог-справочник произведений М. И. Глинки: Изд. 1917—1954 гг. — Л., 1958.
- Переписка М. А. Балакирева с нотоиздательством П. Юргенсона. М., 1958 (составление, комментарии, публикация; совм. с В. А. Киселёвой).
- Творческое наследие М. А. Балакирева: Каталог произв. — Л., 1960. Вып. 1—3.
- Письма С. М. Ляпунова к П. А. Потехину. // «Советская музыка», № 3, 1960, с. 81-87 (публикация, вступительная статья).
- Из истории творческих связей М. А. Балакирева и С. М. Ляпунова // Милий Алексеевич Балакирев: Иссл. и статьи. — Л., 1961.
- Молодые годы Балакирева // Милий Алексеевич Балакирев: Воспоминания и письма. — Л., 1962 (совм. с С. М. Ляпуновым).
- Письма к В. М. Жемчужникову // Милий Алексеевич Балакирев: Воспоминания и письма. — Л., 1962 (публикация).
- С. Н. Лалаева: Воспоминания // Милий Алексеевич Балакирев: Воспоминания и письма. — Л., 1962 (публикация).
- Ляпунов С. М. Русские народные песни: Для голоса в сопровождении фортепиано. — М., 1963 (вступительная статья).
- Римский-Корсаков Н. А. Полное собрание сочинений. Т. 5. Литературные произведения и переписка. М., 1963 (подготовка).
- Римский-Корсаков Н. А. Полное собрание сочинений. Т. 7. Литературные произведения и переписка. М., 1970 (подготовка, совм. с Э. Э. Язовицкой).
- Балакирев М. А., Стасов В. В. Переписка. — М., 1970—71. Т. 1—2 (редакция, составление, вступительная статья и комментарии).
- О некоторых проблемах музыкального источниковедения. // «Советская музыка». 1971. № 3.
- Глинка М. И. Литературные произведения и переписка. М., 1973 (подготовка).
- Рассказы: «Вальс Шопена», «Разговор бедного чёрта с самим собою». // «MUSICUS», № 3, 2018. С. 37-41.

## О А. С. Ляпуновой
- Розанов А. С. А. С. Ляпунова [Некролог]. // «Советская музыка», № 6, 1973. С. 144.
- Ямпольский И. М. Ляпунова Анастасия Сергеевна. // Музыкальная энциклопедия. В 6 тт. Т. 3. — М.: Советская энциклопедия, 1976. С. 372.
- Ляпунова Анастасия Сергеевна. // Музыкальный энциклопедический словарь. — М.: Советская энциклопедия, 1990. С. 316.
- Рамазанова Н. В. Ляпунова Анастасия Сергеевна. // Сотрудники Российской национальной библиотеки — деятели науки и культуры: Биографический словарь в 4 тт. / Редкол.: Л. А. Шилов (гл. ред.). — СПб.: РНБ, 2003.
- Сквирская Т. З., Панченко Ф. В. Хранитель и исследователь. А. С. Ляпунова — музыкант, библиотекарь, учёный. // «Библиотечное дело», № 2 (26), 2005.

## Память
- Часть архива А. С. Ляпуновой хранится в Российском национальном музее музыки[6].
- Также архивы А. С. Ляпуновой хранятся в Российской национальной библиотеке[7].
- Архив А. С. Ляпуновой в СО РАН.